# Bothus myriaster
Bothus myriaster är en fiskart som först beskrevs av Temminck och Schlegel, 1846.  Bothus myriaster ingår i släktet Bothus och familjen tungevarsfiskar. Inga underarter finns listade.